# Momoland
Momoland är en sydkoreansk tjejgrupp bildad av MLD Entertainment. Gruppen bildades genom TV-programmet Finding Momoland 2016 och  fick sitt genombrott med singeln "Bboom Bboom" 2018. Från 2019 består gruppen av de sex medlemmarna Hyebin, Jane, Nayun, JooE, Ahin och Nancy.

## Historia

### 2016–2017: Bildande och debut
Tävlings- och realityprogrammet Finding Momoland sändes på musikkanalen Mnet under sommaren 2016. I programmet tävlade tio trainees från agenturen Duble Kick Company (senare MLD Entertainment) om platser i tjejgruppen Momoland. Finalen sändes 16 september, och de sju deltagarna som kom att bilda Momoland var Hyebin, Yeonwoo, Jane, Nayun, JooE, Ahin och Nancy. Deltagarnas sista uppdrag i Finding Momoland var att samla en publik på 3 000 personer för en konsert, vilket inte lyckades. Duble Kick valde därför skjuta fram gruppens debut medan medlemmarna fortsatte marknadsföringen av Momoland på olika festivaler och konserter. Produktionskostnaderna för debutalbumet kunde täckas genom crowdfunding, och EP:n Welcome to Momoland med huvudsingeln "Jjan! Koong! Kwang!" släpptes 10 november 2016.
I början av 2017 utökades Momoland till nio medlemmar. Daisy, en av de deltagare som tidigare eliminerats i Finding Momoland, offentliggjordes som ny medlem 28 mars. Taeha, som tidigare deltagit i tävlingsprogrammet Produce 101, presenterades som ny medlem i början av april. Den nya singeln "Wonderful Love" släpptes i slutet av april.
Gruppens andra EP Freeze!, med titelspåret "Freeze!", utkom 22 augusti 2017.

### 2018: Genombrott med "Bboom Bboom"
Gruppens tredje EP Great! släpptes 3 januari 2018. Huvudsingeln "Bboom Bboom" gav Momoland sin första vinst i ett av de sydkoreanska musikprogrammen i M! Countdown 11 januari. "Bboom Bboom" tog sammanlagt sju segrar i olika musikprogram. Låten blev en viral hit med popularitet som växte och höll i sig under de följande månaderna, och gav även upphov till en dansutmaning som resulterade i hundratals covervideor. Låten nådde sin topplacering på den nationella musiklistan Gaon med en andra plats i slutet av februari, två månader efter att den släppts. Låten placerade sig även fjärde på japanska Oricon och amerikanska Billboard World. En japansk version av "Bboom Bboom", som blev gruppens japanska debut, släpptes 13 juni. I samband med att musikvideon för den japanska versionen filmades på Saipan filmades även gruppens realityserie Saipan Land som började sändas på två av MBC:s kanaler  i juni 2018.
Redan i januari hävdade den ryska gruppen Serebro att "Bboom Bboom" var ett plagiat på deras låt "Mi Mi Mi". Producenten Shinsadong Tiger som låg bakom "Bboom Bboom" avvisade påståendet med motiveringen att låten byggde på element som var vanliga inom genren elektroswing.
Gruppen följde upp med albumet Fun to the World och huvudsingeln "Baam" som utkom 26 juni 2018. "Baam" hade stora musikaliska likheter med "Bboom Bboom", och återanknöt även till den tidigare hitten bland annat i koreografin.
"Bboom Bboom" uppnådde 100 miljoner strömningar i augusti, motsvarande platina enligt Gaons kriterier. Vid årets slut placerade sig låten fyra på Gaons lista över 2018 års populäraste låtar. Framgångarna med "Bboom Bboom" gav även Momoland huvudpriser (bonsang) på de sydkoreanska musikgalorna Golden Disc Awards och Seoul Music Awards i januari 2019.

### 2019–idag: Tre medlemmar lämnar gruppen
Momolands femte EP Show Me med singeln "I'm So Hot" gavs ut 20 mars 2019. Gruppen bestod då av sju medlemmar, eftersom gruppens nyaste tillskott Daisy och Taeha tagit en paus från gruppen av personliga skäl. Gruppens första japanska album Chiri Chiri med singeln "Pinky Love" utkom 4 september 2019. Chiri Chiri gjordes med sex medlemmar, eftersom Yeonwoo inte kunde delta av hälsoskäl.
I november 2019 meddelade MLD Entertainment att Taeha och Yeonwoo valt upphäva sina kontrakt med bolaget och därmed även lämnat Momoland. I januari 2020 meddelade Daisy att också hon hade vidtagit åtgärder för att upphäva sitt kontrakt.
Singeln "Thumbs Up" och singelalbumet Thumbs Up utkom 30 december 2019.

## Medlemmar
| Artistnamn         | Artistnamn | Födelsenamn   | Födelsenamn | Födelsedatum      | Medlemstid |
| Romanisering       | Hangul     | Romanisering  | Hangul      | Födelsedatum      | Medlemstid |
| ------------------ | ---------- | ------------- | ----------- | ----------------- | ---------- |
| Hyebin             | 혜빈       | Lee Hye-bin   | 이혜빈      | 12 januari 1996   | 2016–idag  |
| Jane               | 제인       | Sung Ji-yeon  | 성지연      | 20 december 1997  | 2016–idag  |
| Nayun              | 나윤       | Kim Na-yun    | 김나윤      | 31 juli 1998      | 2016–idag  |
| JooE               | 주이       | Lee Joo-won   | 이주원      | 18 augusti 1999   | 2016–idag  |
| Ahin               | 아인       | Lee Ah-in     | 이아인      | 27 september 1999 | 2016–idag  |
| Nancy              | 낸시       | Nancy McDonie | 낸시맥도니  | 13 april 2000     | 2016–idag  |
| Tidigare medlemmar |            |               |             |                   |            |
| Yeonwoo            | 연우       | Lee Da-bin    | 이다빈      | 1 augusti 1996    | 2016–2019  |
| Taeha              | 태하       | Kim Tae-ha    | 김태하      | 6 juni 1998       | 2017–2019  |
| Daisy              | 데이지     | Yoo Jeong-an  | 유정안      | 22 januari 1999   | 2017–2019  |

## Diskografi

### Album
| Albuminformation                                          | Topplacering    | Topplacering   |
| Albuminformation                                          | Sydkorea (Gaon) | Japan (Oricon) |
| --------------------------------------------------------- | --------------- | -------------- |
| Welcome to Momoland (EP-skiva) - Släppt: 10 november 2016 | 28              | —              |
| Freeze! (EP-skiva) - Släppt: 22 augusti 2017              | 17              | —              |
| Great! (EP-skiva) - Släppt: 3 januari 2018                | 3               | —              |
| Fun to the World (EP-skiva) - Släppt: 26 juni 2018        | 6               | —              |
| Show Me (EP-skiva) - Släppt: 20 mars 2019                 | 7               | —              |
| Chiri Chiri (Studioalbum) - Släppt: 4 september 2019      | —               | 30             |
| Thumbs Up (Singelalbum) - Släppt: 30 december 2019        | 4               | —              |

### Singlar
| År   | Titel                 | Topplacering    | Topplacering   | Topplacering          |
| År   | Titel                 | Sydkorea (Gaon) | Japan (Oricon) | USA (Billboard World) |
| ---- | --------------------- | --------------- | -------------- | --------------------- |
| 2016 | "JJan! Koong! Kwang!" | —               | —              | —                     |
| 2017 | "Wonderful Love"      | —               | —              | —                     |
| 2017 | "Freeze"              | —               | —              | —                     |
| 2018 | "BBoom BBoom"         | 2               | 4              | 4                     |
| 2018 | "Baam"                | 13              | 8              | 5                     |
| 2019 | "I'm So Hot"          | 81              | 8              | 13                    |
| 2019 | "Pinky Love"          | —               | —              | —                     |
| 2019 | "Thumbs Up"           | 137             | —              | 13                    |

## Filmografi

### TV
- 2016 – Finding Momoland
- 2018 – Saipan Land